# Danh sách tên miền Internet cấp cao nhất
Danh sách các tên miền Internet cấp cao nhất:
- .com - dành cho các tổ chức thương mại, nhưng không có hạn chế
- .aero - dành cho công nghiệp vận tải hàng không
- .biz - dành cho công việc kinh doanh
- .cat - dành cho ngôn ngữ/văn hóa Catalan
- .coop - dành cho các tổ chức hợp tác
- .edu - dành cho các cơ sở giáo dục sau cấp 2
- .gov - dành cho chính phủ và cơ quan
- .info - dành cho các trang thông tin, nhưng không có hạn chế
- .int - dành cho các tổ chức quốc tế được thành lập theo hiệp ước
- .jobs - dành cho các trang liên quan đến việc làm
- .mil - dành cho quân đội Hoa Kỳ
- .mobi - dành cho các trang chuyên về thiết bị di động
- .museum - dành cho các nhà bảo tàng
- .name - dành cho dòng họ và cá nhân
- .net - nguyên thủy dành cho hạ tầng mạng, nay không có hạn chế
- .org - nguyên thủy dành cho những tổ chức không xác định được rõ thuộc về tên miền dùng chung nào khác, nay không có hạn chế
- .pro - dành cho những tổ chức chuyên nghiệp
- .tel - dành cho những dịch vụ liên quan đến mạng điện thoại và Internet (được thêm ngày 2 tháng 3 năm 2007)
- .travel - dành cho những công ty du lịch, hàng không, chủ khách sạng, cục du khách, v.v...
- .xxx - dành cho web "đen"

Những gTLD sau đang được xem xét để công nhận, và có thể được thêm vào máy chủ tên gốc trong tương lai gần:
- .asia - dành cho cộng đồng châu Á
- .post - dành cho dịch vụ bưu chính
- .geo - dành cho các trang có liên quan đến địa lý
- .cym - dành cho ngôn ngữ/văn hóa xứ Wales

Ngoài ra, còn có tên miền internet cao cấp nhất của các nước, đây:
.vn, .ai, .au, .cs, .ja, ...